# Atletismo nos Jogos Pan-Americanos de 1979 - Lançamento de martelo masculino
A prova do lançamento de martelo masculino nos Jogos Pan-Americanos de 1979 foi realizada em San Juan, Porto Rico.

## Medalhistas
| Ouro                     | Prata                   | Bronze                    |
| Scott Neilson CAN Canadá | Armando Orozco CUB Cuba | Genovevo Morejón CUB Cuba |

## Resultados
| Posição           | Nome             | Nacionalidade      | Marca | Notas |
| ----------------- | ---------------- | ------------------ | ----- | ----- |
| Medalha de ouro   | Scott Neilson    | CAN Canadá         | 69.64 |       |
| Medalha de prata  | Armando Orozco   | CUB Cuba           | 68.48 |       |
| Medalha de bronze | Genovevo Morejón | CUB Cuba           | 67.66 |       |
| 4                 | Andy Bessette    | USA Estados Unidos | 66.22 |       |
| 5                 | José Vallejo     | ARG Argentina      | 59.50 |       |
| 6                 | Daniel Gómez     | ARG Argentina      | 58.58 |       |
| 7                 | Luis Martínez    | PUR Porto Rico     | 54.20 |       |
| 8                 | Mario Egnem      | CHI Chile          | 51.52 |       |